# Pycnosiphorus
Pycnosiphorus es un género de coleóptero de la familia Lucanidae.

## Especies
Las especies de este género son:
- Pycnosiphorus calverti
- Pycnosiphorus fasciatus
- Pycnosiphorus arriguttii
- Pycnosiphorus brevicollis
- Pycnosiphorus fairmairii
- Pycnosiphorus femoralis
- Pycnosiphorus caelatus
- Pycnosiphorus franzae
- Pycnosiphorus magnificus
- Pycnosiphorus virgatus
- Pycnosiphorus vittatus
- Pycnosiphorus elongatus
- Pycnosiphorus germaini
- Pycnosiphorus lessonii
- Pycnosiphorus mandibularis
- Pycnosiphorus marginipennis
- Pycnosiphorus pallidocinctus
- Pycnosiphorus philippi
- Pycnosiphorus varasi
- Pycnosiphorus westwoodi
- Pycnosiphorus costatus